# أنطوان داود
أنطوان داود (1909-1969) مناضل أممي ووطني فلسطيني، اشترك في ثورة 1936 وبعدها في الثورة الكوبية.

## نشأته
ولد أنطوان جميل سليم داود الذي عُرف أيضًا باسم أنطونيو التلحمي عام 1909 في بوغوتا - كولومبيا لعائلة عربية من بيت لحم.
تخرج من كلية سانت جونز عام 1930. اشترك في القتال ضدّ الجيش الأمريكي في المكسيك في معركة «لاسيجوفيا»؛ انتقل إلى هندوراس عام 1932 وأسّس شركة طيران مدنية سمّيَت (تاكا).

## العودة إلى فلسطين
في الثلاثينات انتقل إلى فرنسا، عند أقاربه آل جاسر، ثم اتجه إلى فلسطين. انضم لشرطة فلسطين الانتدابية، وارتبط بقيادة ثورة 1936 إذ زود الثوار بالمعلومات وقام بالتغطية عليهم مستغلًا عمله بشرطة القوى الاستعمارية.
في الأربعينيات عمل مع القنصل الأمريكي في القدس، وظل مرتبطًا مع المناضلين العرب. وفي 1948/03/11م قاد سيارة القنصل التي فخخها فوزي القطب، وأدخلها إلى الوكالة اليهودية فانفجرت وحولتها إلى ركام. امتد دمار الانفجار إلى الجيروزاليم بوست. قُدرت الخسائر بنحو 36 وجرح قُرابة 40 صهيونياً.

## من القدس إلى كوبا
في عام 1950م التقى في غواتيمالا مع فيدل كاسترو وتشي جيفارا، وساهم معهما في الإعداد للثورة في كوبا
ورافقهما على متن القارب (غرانما) الذي شَكَل النواة الأولى للثورة الكوبية. ورافق جيفارا إلى بوليفيا في الستينات، وقاتل معه في الثورة. زار فيتنام والصين وقابل الزعماء الثوريين ومنهم ماوتسي تونغ.

## كُتب عنه
أرخ له سميح مسعود في كتابه "أنطونيو التلحمي.. رفيق تشي جيفارا" ووصفه "بنموذج فريد لمناضل فلسطيني أسطوري، جمع بين النضال الوطني والنضال الأممي.

## وفاته
توفي التلحمي في الكويت عام 1969 عن عمر ناهز الـ60 عاما، ودفن فيها ملفوفاً بالعلم الفلسطيني.